# Kettering (borough)
Kettering – dawny dystrykt niemetropolitalny w hrabstwie Northamptonshire w Anglii, istniejący w latach 1974–2021. W 2011 roku dystrykt liczył 93 475 mieszkańców.

## Miasta
- Burton Latimer
- Desborough
- Kettering
- Rothwell

## Inne miejscowości
Ashley, Barton Seagrave, Brampton Ash, Braybrooke, Broughton, Cranford St Andrew, Cranford St John, Cransley, Dingley, Geddington, Grafton Underwood, Harrington, Little Oakley, Loddington, Mawsley, Newton, Orton, Pipewell, Pytchley, Rushton, Stoke Albany, Sutton Bassett, Thorpe Malsor, Thorpe Underwood, Warkton, Weekley, Weston by Welland, Wilbarston.